# نگر (روستا)
نِگَر یکی از روستاهای زیبای شهرستان جاسک در استان هرمزگان ایران است که در دامنه کوه‌های منطقه غرب جاسک قرار دارد. این روستا به‌دلیل داشتن جاذبه‌های طبیعی، زمین‌شناسی و فرهنگی منحصربه‌فرد، مورد توجه گردشگران و پژوهشگران قرار گرفته است.

## جاذبه‌های طبیعی و فرهنگی

### سدولالو (صد و لالو)
در نزدیکی روستای نگر، سازه‌ای طبیعی به‌نام سدولالو (یا صد و لالو) قرار دارد. این پدیدهٔ سنگی که بر اثر فرسایش طبیعی شکل گرفته، شباهت زیادی به یک شخص ایستاده دارد و در میان مردم محلی به‌عنوان نماد طبیعی و اسطوره‌ای شناخته می‌شود.

### چشمهٔ ترمپوکان
چشمهٔ ترمپوکان یکی از چشمه‌های طبیعی در این روستاست که علی‌رغم خشکسالی‌های چندین‌ساله، همبشه در حال چکیدن بوده‌است. مردم محلی این چشمه را نماد برکت و قداست می‌دانند.اب این چشمه برای انسان و حیوانات قابل شرب نیست بدلیل تلخی که از دل کوه و سنگ ها جاری میشه البته این چشمه جایگاه پرندگان می باشد که در تابستان های گرم و خشک پناه میبرن به چاله های گلی و خیس و خنک چشمه ،  

### حوض جنگجویان (مخزن سنگی کوه)
در بالای یکی از کوه‌های اطراف نگر، حفره‌ای بزرگ در دل کوه وجود دارد که به‌صورت دستی تراشیده شده‌است. این حوضچه که به حوض لشکریان شهرت دارد، که با مساحت ۳۶ متر مربع و  عمقی بیش از ۲۰ متر دارد و برای ذخیرهٔ آب باران استفاده می‌شده‌است. ساختار آن طوری طراحی شده که تنها یک ورودی دارد و در گذشته به‌عنوان پناهگاه امن برای لشکریان کاربرد داشته است.

## مسیر دسترسی
روستای نگر در فاصله ۵۰ کیلومتری شمال‌غربی جاسک قرار دارد. بهترین زمان بازدید از آن، فصل‌های پاییز و زمستان است. مسیر دسترسی از طریق جادهٔ فرعی روستای نگربالا فراهم است.